# EX
Pour les articles homonymes, voir Ex.
Albums de Plastikman
Closer
(2003)
EX (ou EX (Performed Live At The Guggenheim, NYC) sous sa forme longue) est le septième album de Plastikman, sorti en 2014 sur Mute.

## Liste des morceaux
| No | Titre               | Durée |
| -- | ------------------- | ----- |
| 1. | EXposed             | 10:33 |
| 2. | EXtend              | 5:37  |
| 3. | EXpand              | 7:56  |
| 4. | EXtrude             | 5:52  |
| 5. | EXplore             | 7:03  |
| 6. | EXpire              | 7:09  |
| 7. | EXhale              | 9:05  |
| 8. | EX (Continuous Mix) | 53:17 |